# Human Rights Protection Party (Samoa)
Human Rights Protection Party („Partidul pentru Apărărarea Drepturilor Omului”) este un partid politic din Samoa. Liderul partidului este Tuila'epa Sailele Malielegaoi.
La alegerile parlamentare din anul 2006, partidul a obținut 30 de locuri.
În alegerile din 2011, partidul a obținut 36 din 49 de locuri, menținându-și majoritatea absolută.